# التيدوم
التيدوم وهو أحد بحور الشعر الشعبي الحساني وهو يتكون من سبعة متحركات في كل شطر (تافلويت) ويخلو هذا البت أو البحر من الگدعة أي لا يلتقي فيه ساكنان بعد متحرك.
- مثال

مـولانَ في الْبَــــخِيلَ...خَصٌَرْ عَزْمِ مَنْ حُكْـمُ
وَ الْعّبْدُ إِِِبْلاَ عَزَمْ إلَ....خَـصٌَرْ مُـلاَنً عَـزْمُ
- التقطيع

| مُـو | لا | نَ | فَلْ | بَ | خِي | لَ |
| --- | -- | - | -- | - | -- | - |
| 1   | 2  | 3 | 4  | 5 | 6  | 7 |